# Broderick Dyke
Broderick Dyke (Gumeracha, Austràlia Meridional, 31 de desembre de 1960) és un extennista australià.
Es va especialitzar en dobles i va acumular vuit títols en aquesta categoria, en la qual fou 23 del rànquing mundial.

## Palmarès

### Individual: 2 (0−2)
| Títols per superfície |
| --------------------- |
| Dura (0−0)            |
| Gespa (0−0)           |
| Terra batuda (0−0)    |
| Moqueta (0−2)         |

| Resultat  | Núm. | Data               | Torneig              | Superfície  | Oponent         | Marcador |
| --------- | ---- | ------------------ | -------------------- | ----------- | --------------- | -------- |
| Finalista | 1.   | 10 de març de 1986 | Metz, França         | Moqueta (i) | Thierry Tulasne | 4−6, 3−6 |
| Finalista | 2.   | 17 de març de 1986 | Brussel·les, Bèlgica | Moqueta (i) | Mats Wilander   | 2−6, 3−6 |

### Dobles: 22 (8−14)
| Llegenda (pre/post 2009)                                 |
| -------------------------------------------------------- |
| Grand Slams (0−0)                                        |
| Tennis Masters Cup / ATP Finals (0−0)                    |
| ATP Masters Series / ATP World Tour Masters 1000 (0−1)   |
| ATP International Series Gold / ATP World Tour 500 (1−0) |
| ATP International Series / ATP World Tour 250 (7−13)     |

| Títols per superfície |
| --------------------- |
| Dura (4−5)            |
| Gespa (1−5)           |
| Terra batuda (0−2)    |
| Moqueta (3−2)         |

| Resultat  | Núm. | Data                   | Torneig                    | Superfície   | Parella         | Oponents                            | Marcador      |
| --------- | ---- | ---------------------- | -------------------------- | ------------ | --------------- | ----------------------------------- | ------------- |
| Finalista | 1.   | 20 de desembre de 1982 | Adelaida, Austràlia        | Gespa        | Wayne Hampson   | Pat Cash Chris Johnstone            | 3−6, 7−6, 6−7 |
| Finalista | 2.   | 27 de desembre de 1982 | Melbourne, Austràlia       | Gespa        | Wayne Hampson   | Eddie Edwards Jonathan Smith        | 6−7, 3−6      |
| Finalista | 3.   | 12 de desembre de 1983 | Sydney, Austràlia          | Gespa        | Rod Frawley     | Mike Bauer Pat Cash                 | 6−7, 4−6      |
| Finalista | 4.   | 19 de desembre de 1983 | Adelaida (2)               | Gespa        | Rod Frawley     | Craig Miller Eric Sherbeck          | 3−6, 6−4, 4−6 |
| Finalista | 5.   | 23 de juliol de 1984   | Hilversum, Països Baixos   | Terra batuda | Michael Fancutt | Anders Järryd Tomáš Šmíd            | 4−6, 7−5, 6−7 |
| Finalista | 6.   | 1 d'octubre de 1984    | Brisbane, Austràlia        | Moqueta (i)  | Wally Masur     | Francisco González Matt Mitchell    | 7−6, 2−6, 5−7 |
| Guanyador | 1.   | 15 d'octubre de 1984   | Melbourne                  | Moqueta      | Wally Masur     | Mike Bauer Scott McCain             | 6−2, 6−3      |
| Guanyador | 2.   | 17 de desembre de 1984 | Adelaida                   | Dura         | Wally Masur     | Peter Doohan Brian Levine           | 4−6, 7−5, 6−1 |
| Guanyador | 3.   | 24 de desembre de 1984 | Melbourne (2)              | Gespa        | Wally Masur     | Mike Bauer Scott McCain             | 7−6, 3−6, 7−6 |
| Finalista | 7.   | 7 de gener de 1985     | Auckland, Nova Zelanda     | Dura         | Wally Masur     | John Fitzgerald Chris Lewis         | 6−7, 2−6      |
| Finalista | 8.   | 25 de març de 1985     | Milà, Itàlia               | Moqueta (i)  | Wally Masur     | Heinz Günthardt Anders Järryd       | 2−6, 1−6      |
| Finalista | 9.   | 9 de desembre de 1985  | Sydney (2)                 | Gespa        | Wally Masur     | David Dowlen Nduka Odizor           | 4−6, 6−7      |
| Guanyador | 4.   | 6 de gener de 1986     | Auckland                   | Dura         | Wally Masur     | Karl Richter Rick Rudeen            | 6−3, 6−4      |
| Finalista | 10.  | 5 de maig de 1986      | Múnic, Alemanya Occidental | Terra batuda | Wally Masur     | Sergio Casal Emilio Sánchez Vicario | 3−6, 6−4, 4−6 |
| Finalista | 11.  | 5 d'octubre de 1987    | Brisbane (2)               | Dura         | Wally Masur     | Matt Anger Kelly Evernden           | 6−7, 2−6      |
| Guanyador | 5.   | 19 d'octubre de 1987   | Tòquio, Japó               | Moqueta (i)  | Tom Nijssen     | Sammy Giammalva Jr Jim Grabb        | 6−3, 6−2      |
| Finalista | 12.  | 28 de desembre de 1988 | Wellington, Nova Zelanda   | Dura         | Glenn Michibata | Dan Goldie Rick Leach               | 2−6, 3−6      |
| Guanyador | 6.   | 8 de febrer de 1988    | Lió, França                | Moqueta (i)  | Brad Drewett    | Michael Mortensen Blaine Willenborg | 3−6, 6−3, 6−4 |
| Guanyador | 7.   | 17 de juliol de 1989   | Schenectady, Estats Units  | Dura         | Scott Davis     | Brad Pearce Byron Talbot            | 2−6, 6−4, 6−4 |
| Finalista | 13.  | 2 d'octubre de 1989    | Brisbane (3)               | Dura         | Simon Youl      | Darren Cahill Mark Kratzmann        | 4−6, 7−5, 0−6 |
| Finalista | 14.  | 23 de juliol de 1990   | Toronto, Canadà            | Dura         | Peter Lundgren  | Paul Annacone David Wheaton         | 1−6, 6−7      |
| Guanyador | 8.   | 1 d'octubre de 1990    | Sydney                     | Dura (i)     | Peter Lundgren  | Stefan Edberg Ivan Lendl            | 6−2, 6−4      |